# Harrah's
Harrah's, vroeger Holiday Casino geheten, is een in 1973 geopend hotel en casino aan de Strip in Las Vegas, in de Amerikaanse staat Nevada. Het hotel is gebouwd door Shelby en Claudine Williams, die ook eigenaar waren van de Silver Slipper. Het hotel is net als de Silver Slipper ontworpen door Martin Stern Junior. Tegenwoordig is het hotel eigendom van Caesars Entertainment Corporation.
Het hotel bevindt zich aan de Las Vegas Boulevard en ligt tussen het Flamingo en het Venetian in. Aan de voorkant bevindt zich ook het Casino Royale.

## Geschiedenis

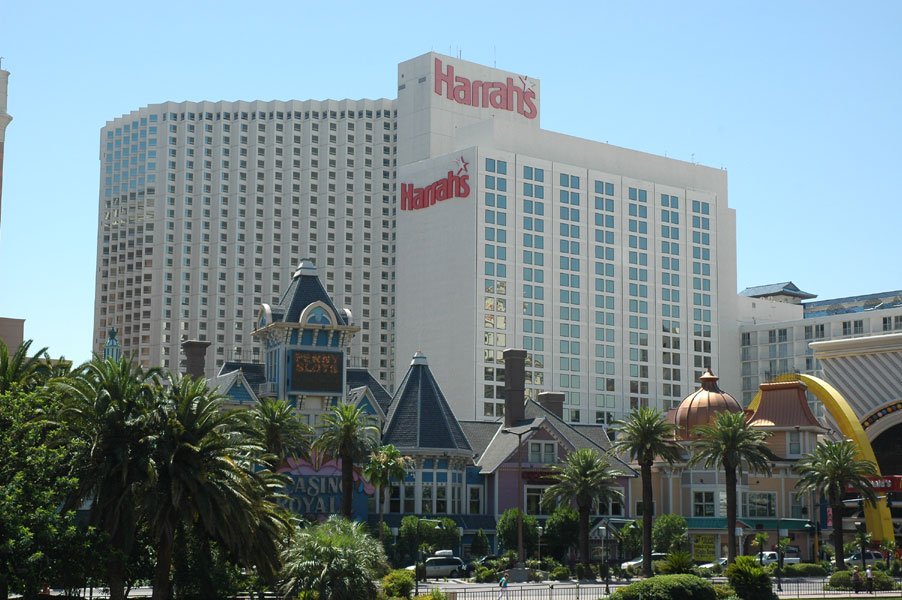
Het Harrah's met op de voorgrond Casino Royale.

Het Holiday Casino werd in 1973 geopend door Shelby en Claudine Williams voor het Holiday Inn. In 1978 kocht het Holiday Inn zich voor veertig procent in in het Casino, onder leiding van Riverboat Incorporate. Vier jaar later was het hotel gestegen tot meer dan duizend kamers en daarmee was het de grootste Holiday Inn ter wereld. In 1983 werd ook de laatste zestig procent van Riverboat door Holiday Inn uitgekocht.
In 1992 werd bekendgemaakt dat de naam van Holiday Casino zo worden gewijzigd naar Harrah's en dat er tussen 1992 en 1997 een grote renovatie van het hotel zou plaatsvinden. Tevens werd in deze verbouwing het oude thema van het Holiday Inn en het Holiday Casino vervangen door een nieuw thema.

## Ontwerp

### Hotel en casino
Het casino bestaat uit verschillende torens waarvan de grootste vijfendertig verdiepingen hoog is. In totaal zijn er 2.677 kamers in de verschillende torens gehuisvest. Daarnaast hebben de gasten de beschikking over een eigen zwembad bij het hotel en verschillende restaurants in het hotel. Ook bezit het hotel een eigen casino met een totale oppervlakte van 8.050 m². Het hotel is sinds de verbouwing tussen 1992 en 1997 in een Mardi Gras/Carnaval-thema omgedoopt.

### Vervoer
Aan de achterkant van het hotel bevindt zich een halte van de Las Vegas Monorail. Tevens heeft het hotel een shuttlebus naar het McCarran International Airport en naar het Rio All Suite Hotel & Casino, dat eveneens eigendom is van Caesars Entertainment Corporation.